# Železniční nehoda v Abermule

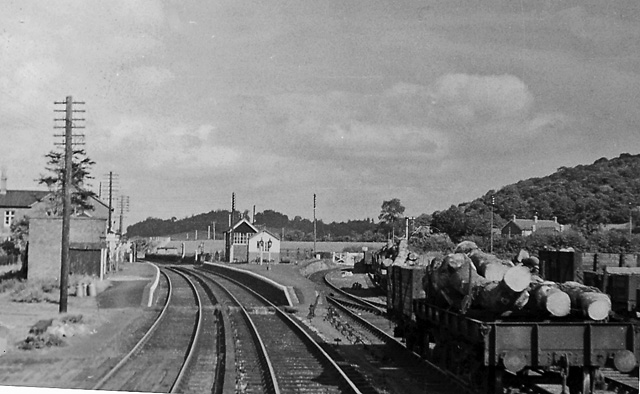
Stanice Abermule v roce 1953. Stavědlo je na pravém nástupišti z pohledu fotografa, naproti němu přes koleje je staniční budova

Železniční neštěstí v Abermule byla čelní srážka vlaků proběhnuvší 26. ledna 1921 v obci Abermule ve Walesu. Tato nehoda, způsobená řetězcem nedbalostí několika železničních zaměstnanců, si vyžádala 17 obětí.

## Pozadí události
Malá železniční stanice v obci Abermule se nacházela na tzv. Kambrické trati (Cambric Line) vedoucí z anglického Shrewsbury a procházející Walesem až k pobřeží do měst Aberystwyth a Barmouth. Trať je v mnoha úsecích jednokolejná; stanice Abermule se nacházela právě v jednokolejném úseku a sloužila ke křižování (vyhýbání) vlaků.
Pro zajištění volnosti a bezpečnosti provozu na jednokolejných úsecích tratí mezi stanicemi byly stanice na Kambrické trati, mezi nimi i Abermule, vybaveny zabezpečovacím zařízením v podobě elektromechanických žezlových přístrojů. Ve stanici Abermule se nacházel tzv. Tyer's Electric Train Tablet apparatus, Tyerův elektrický známkový přístroj. Stejnými přístroji, elektricky propojenými s tím v Abermule, byly vybaveny i sousední stanice Newtown a Montgomery.

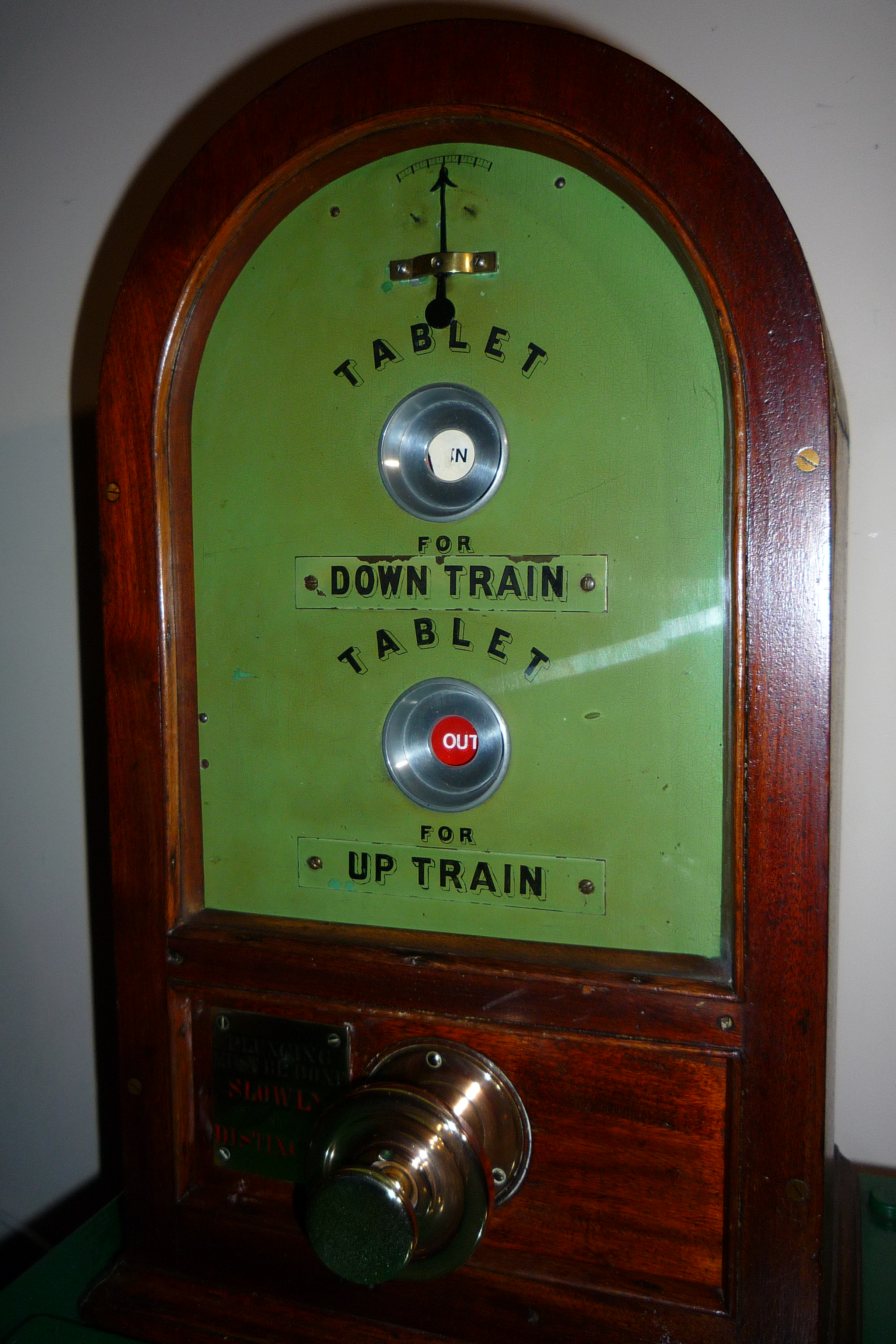
Tyerův elektrický známkový přístroj, v dolní část tlačítko pro uvolnění známky v sousední stanici, nad ním clonky známek, nad nimi ručka galvanometru, podobný přístroj byl i v Abermule

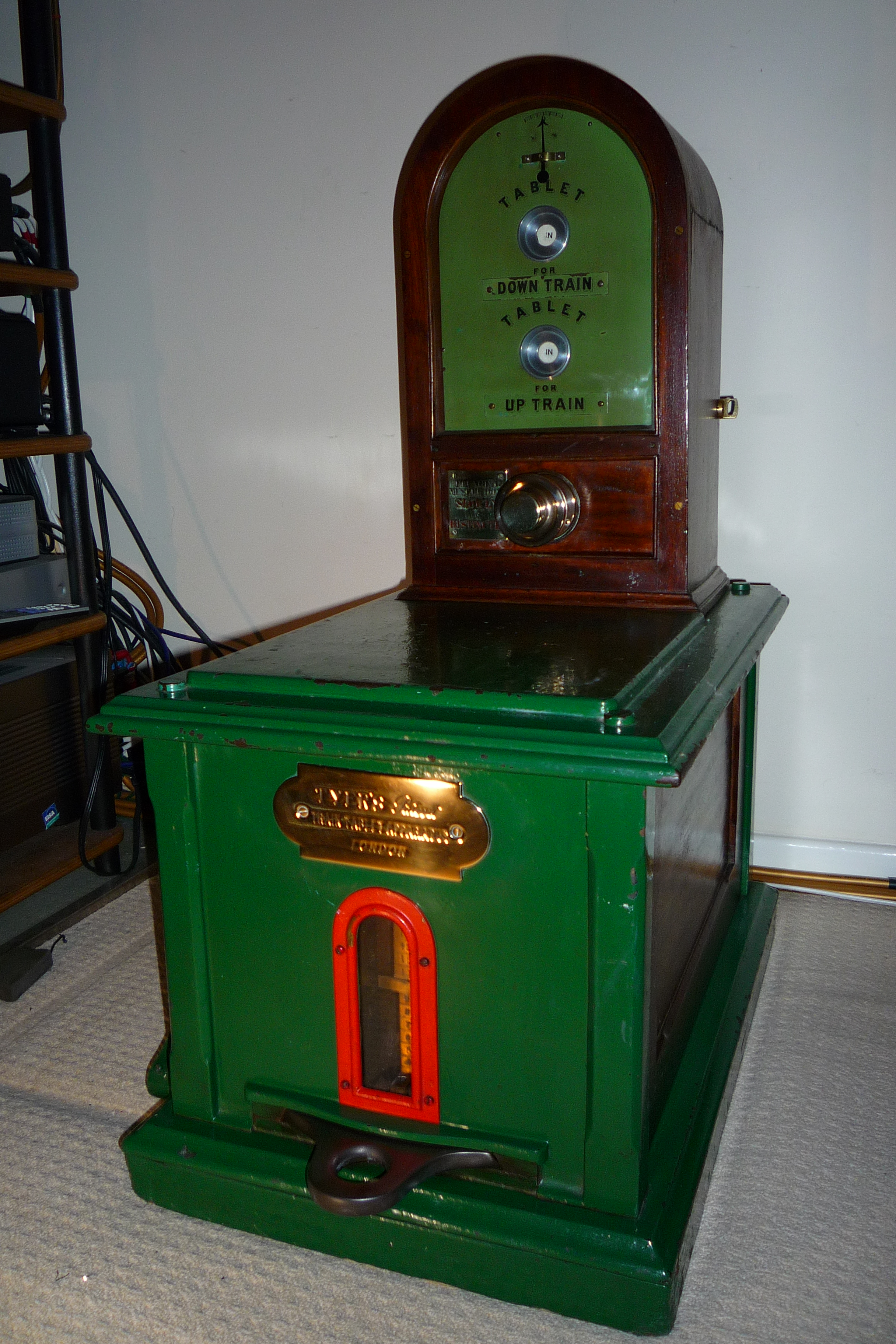
Celý známkový přístroj, ze svislého otvoru ve spodní části ze vyjímaly známky

Systém fungoval na obdobném principu jako železniční žezlo: Strojvůdce směl odjet ze stanice na trať do sousední stanice pouze tehdy, pokud měl u sebe patřičnou kovovou známku, která jej opravňovala vjet do příslušného mezistaničního oddílu a kterou obdržel od obsluhy stanice, z níž odjížděl. Známka měla podobu kovové kruhové destičky s otvorem uprostřed, na které jsou napsány názvy sousedních stanic, mezi kterými známka platí. Ve známkovém přístroji byla zásoba totožných známek. Pokud byl očekáván vlak, zazvonil zaměstnanec stanice elektrickým zvonkem do sousední stanice, do které vlak směřoval. Tamější zaměstnanec obsluhou uvolňovacího tlačítka elektricky uvolnil známku v přístroji ve výchozí stanici, kde jí zaměstnanec vyňal z přístroje a předal strojvedoucímu. Dokud nebyla známka vrácena do přístroje v sousední stanici, byly oba přístroje zablokovány a další známka z nich nešla vyjmout. Tím bylo zajištěno, že vyňata z přístrojů bude vždy jen jediná známka a v jednokolejném úseku tedy bude jen jeden vlak.
Z uvedeného plyne, že v Abermule se nacházely dva takové známkové přístroje, jeden přístroj pro traťový oddíl do stanice Newtown a druhý do Montgomery. V každém byla sada odlišných známek – známku z jednoho přístroje nebylo možno vložit do druhého. Známkové přístroje byly umístěny v kanceláři ve staniční budově, zatímco návěstidla a některé výhybky byly obsluhovány ze stavědla na konci stanice. Zbylé výhybky se přestavovaly malým pákovým přístrojem na opačném zhlaví stanice. Podle předpisů směl známkový přístroj obsluhovat výhradně přednosta stanice nebo signalista, ovšem běžně byli oba zaneprázdněni a přístroj obsluhovali v rozporu s předpisy jiní zaměstnanci.

## Průběh nehody

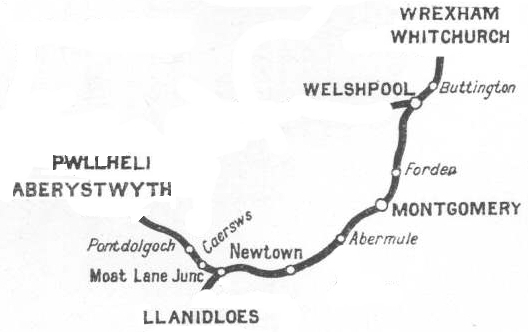
Plánek trati se stanicemi

Krátce před polednem 26. března 1921 se ke stanici Abermule z opačných směrů po jednokolejných tratích blížily dva vlaky: zastávkový osobní vlak z Whitchurchu a rychlík od Aberystwyth. Tyto vlaky se měly křižovat právě v Abermule. V tu dobu ve stanici měli službu čtyři zaměstnanci: zastupující přednosta Lewis (řádný přednosta byl na dovolené), signalista Jones, nádražní vrátný Rogers a patnáctiletý pokladník v zácviku Thompson. Přednosta Lewis však ve stanici momentálně nebyl přítomen.
Ze stanice Montgomery zvonkovým znamením žádali, aby jim obsluhou známkového přístroje uvolnili pro osobní vlak známku do úseku Montgomery–Abermule, což signalista Jones provedl. Pak se informoval že protijedoucí rychlík se nachází v Moat Lane, stanici před Newtownem a odešel na stavědlo postavit vlakovou cestu a návěstidla pro osobní vlak od Montgomery.
Následně přišla žádost o uvolnění známky Newtown–Abermule pro rychlík z Newtownu. Známkový přístroj obsloužil v rozporu s předpisy vrátný Rogers a poté odešel na západní zhlaví stanice pro zmíněný rychlík přehodit výhybky, tam ale seznal, že výhybky již signalista Jones zajistil pro odjezd osobního vlaku. Mezitím bylo z Newtonu dáno znamení o odjezdu rychlíku z Newtonu do Abermule, avšak v kanceláři ve staniční budově nikdo nebyl, takže znamení nebylo nikým zaznamenáno.
V tu chvíli právě do stanice vjel osobní vlak od Montgomery. Od jeho strojvůdce převzal staniční pokladní Thompson známku pro úsek Montgomery–Abermule a šel jí vložit do známkového přístroje v kanceláři, avšak potkal přednostu Lewise, která se právě navracel z nákladiště do stanice. Následoval klíčový omyl, který vedl k nehodě. Pokladní Thompson předal známku přednostovi Lewisovi se slovy, že musí zkontrolovat jízdenky vystupujících cestujících a mylně přednostu informoval, že rychlík je „někde u Moat Lane“, což patrně předtím vyslechl od signalisty. Přednosta, aniž se na známku podíval, se domníval, že jde o známku do úseku Abermule–Newtown a že jí pokladní pro osobní vlak právě vyzvedl ze známkového přístroje. Dále z chybného sdělení pokladního vyvozoval, že rychlík je ještě před Newtownem a že se tedy s osobním vlakem bude křižovat v Newtownu. Ve skutečnosti měl v ruce známku od úseku Abermule–Montgomery a rychlík právě projížděl z Newtownu do Abermule.
Přednosta přešel na nástupiště, předal známku topiči (strojvůdce mazal lokomotivu) osobního vlaku a dal rozkaz k odjezdu. Ani posádka lokomotivy si neověřila, zda obdržela správnou známku a vlak rozjela.
Rychlík právě zpomaloval před vjezdem do stanice Abermule, když jeho lokomotivní četa pří rychlosti kolem 80 km/h spatřila proti nim jedoucí osobní vlak. Přes okamžité použití brzdy byla srážka neodvratná, strojvůdce a topič rychlíku ze zachránili vyskočením z lokomotivy. Při srážce zahynulo patnáct cestujících, mezi nimi i ředitel Kambrických železnic, a strojvůdce a topič osobního vlaku, kteří protijedoucí rychlík patrně téměř do posledního okamžiku nezaznamenali.
Obě lokomotivy musely být kvůli poničení zrušeny a množství vozů bylo navršeno na sobě.

## Závěr
Zřejmá příčina nehody spočívala v tom, že známkové přístroje obsluhoval v rozporu s předpisy kterýkoli zaměstnanec, který se u nich právě vyskytl. Nikdo tak neměl přehled o tom, co jiný zaměstnanec právě koná či který úkon byl vykonán jako předešlý. Z popisu průběhu nehody je patrné, že známkový přístroj postupně obsluhoval nebo se známkou manipuloval pokaždé jiný zaměstnanec stanice.
Dalším klíčovým selháním bylo to, že si nikdo neověřoval, zda opravdu od jiného zaměstnance přebírá správnou známku. Dlouholeté bezchybné fungování známkového systému způsobilo, že se stal rutinním a o správnosti předávaných známek nikdo nepochyboval. Příliš nápadné čtení nápisu vyraženého na známce se dokonce považovalo za nepatřičné až neslušné, neboť bylo pokládáno za podezíravost k osobě, která známku předávala. Známku si nezkontroloval ani přednosta stanice, ani lokomotivní četa osobního vlaku a právě tímto řetězovitým pochybením nehoda vznikla.
Svůj podíl na vzniku nehody mělo i špatné umístění jednotlivých zařízení ve stanici. Známkový přístroj byl umístěn v kanceláři ve staniční budově, kdežto návěstidla a výhybky se ovládaly ze stavědla. Mezi zařízeními tak nebyla zřízena žádná závislost, což umožnilo signalistovi postavit odjezdová návěstidla do polohy dovolující jízdu, ačkoliv v příslušném oddíle byl protijedoucí vlak a známkový přístroj byl v blokované poloze. Bylo doporučeno, aby známkové přístroje byly umístěny na stavědle, kde by je ovládal a měl pod přímou kontrolou signalista a zároveň by byla zřízena závislost znemožňující přestavit návěstidlo do polohy volno, dokud je příslušný známkový přístroj zablokován, jak tomu je v některých jiných stanicích. Dalším řešením by bylo zdvojkolejnění celé trati, ke kterému však dosud nedošlo.
Stanice Abermule byla zrušena za Beechingovy reformy v 60. letech minulého století, zabezpečovací zařízení s Tyerovými známkovými přístroji ale na trati ve zbylých stanicích fungovalo v nezměněné podobě až do roku 1988, kdy bylo nahrazeno elektronickým radiovým systémem.